# Medium (sítio eletrônico)
Medium é uma plataforma híbrida online para publicação de jornalismo social, fundada em agosto de 2012 pelo co-fundador do Twitter Evan Williams.
A plataforma evoluiu de uma hospedagem de blog para um modo híbrido, de contribuições não-profissionais e profissionais pagas, sendo então um exemplo de jornalismo social. Algumas de suas publicações incluem a revista de música online Cuepoint, editada por Jonathan Shecter, e a publicação de tecnologia Backchannel, editada pelo jornalista norte-americano Steven Levy.

## Recepção
- Revisando o serviço, The Guardian disse gostar de algumas coleções que foram criadas, particularmente uma coleção de fotografias nostálgicas criadas por Williams.[3]

- Drew Olanoff, do TechCrunch, sugeriu que a plataforma pode ter escolhido seu nome do fato de ser uma plataforma de tamanho médio (medium) entre o Twitter e plataformas de blog de escala plena como o Blogger.[4]

- Escritores criticaram a plataforma, com alguns confusos sobre o quê exatamente espera-se que ela provida.[5]

- Lawrence Lessig deu boas-vindas à adesão da plataforma ao licenciamento Creative Commons para os conteúdos dos usuários,[6] um recurso demonstrado em um projeto do Medium com The Public Domain Review — uma edição online interativa de Alice’s Adventures In Wonderland,  anotada por uma dúzia de estudiosos de Carroll, permitindo  remixes livres do texto e arte licenciados em domínio público e Creative Commons, com comentários e artes supridos por leitores.[7][8]

## Censura
Em janeiro de 2016, o Medium recebeu uma requisição de remoção de conteúdo, emitida pela Malaysian Communications and Multimedia Commission, para um dos artigos publicados pelo Sarawak Report. Este vinha guardando seus artigos no Medium desde julho de 2015, quando seu próprio site foi bloqueado pelo governo malaio.
A equipe legal do Medium respondeu ao pedido da comissão com uma demanda de informações adicionais, e recusou-se a derrubar o conteúdo. Em resposta, em 27 de janeiro de 2016 todo o conteúdo do Medium passou a ser indisponibilizado para malaios.